# Tte (paschtunischer Buchstabe)

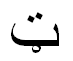
Der Buchstabe in isolierter Form

Tte (paschtunisch ټې t́ē) ist ein arabischer Buchstabe, der Bestandteil des erweiterten arabischen Alphabetes der paschtunischen Sprache ist. Er ist abgeleitet vom arabischen Buchstaben Ta (ت) durch die Hinzufügung eines kleinen Kreises, des sogenannten Pandak.
Der Lautwert in Paschtu ist ein stimmloser retroflexer Plosiv (IPA: [ʈ]). Das Tte gehört neben Ddal (ډ), Rre (ړ) und Nur (ڼ) zu den die retroflexen Laute repräsentierenden Buchstaben der Paschtu-Schrift. Diese Phoneme kommen im Arabischen nicht vor, so dass die Buchstaben dem ursprünglichen arabischen Alphabet hinzugefügt wurden. Bis auf das retroflexe Nasal existieren diese Phoneme in verwandter Form auch im Urdu, das ebenfalls eine modifizierte arabische Schrift benutzt. Dort wird der retroflexe Artikulationsort allerdings nicht durch das Pandak, sondern durch ein hochgestelltes kleines Ṭa (ط) angezeigt.
| Unicode Codepoint | U+067C                     |
| Unicode-Name      | Arabic letter ta with ring |
| HTML              | &#1660;                    |